# Плонеур-Ланверн
Плонеур-Ланверн (фр. Plonéour-Lanvern) — коммуна на северо-западе Франции, находится в регионе Бретань, департамент Финистер, округ Кемпер, центр кантона Плонеур-Ланверн. Расположена в крайней юго-западной части полуострова Бретань, на территории т.н. Земель Бигуден (фр. Pays Bigouden), в 20 км к юго-западу от Кемпера. 
Население (2019) — 6 223 человека.

## История

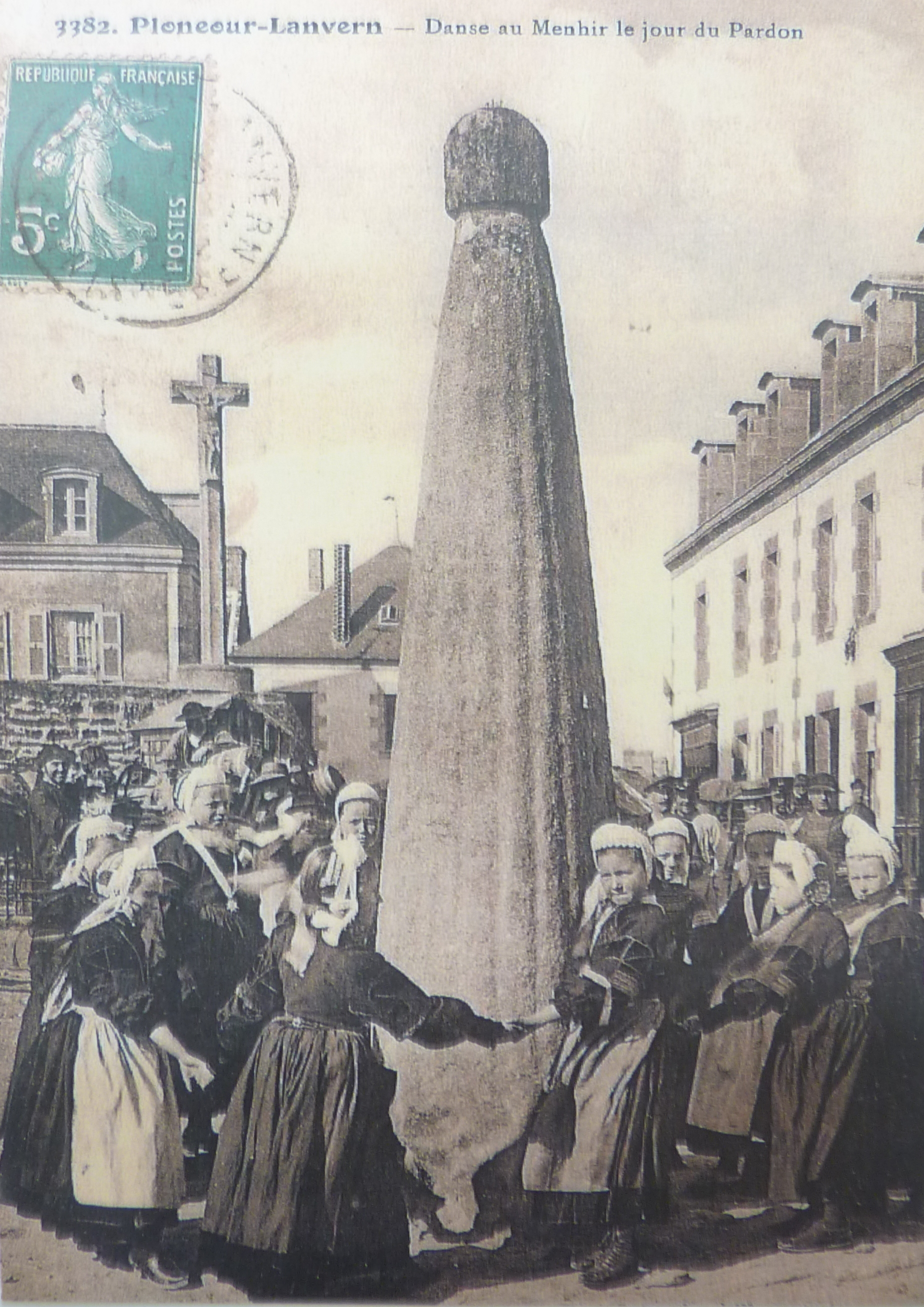
Танец женщин вокруг галльской стелы во время дня прощения

На территории коммуны находится гранитная стела галльского периода высотой 3,5 метра. По легенде это мачта лодки, которая привезла с Британских островов Святого Энеура, поэтому в народе ее называли «мачта святого Энеура» или «шапка епископа». Вокруг этой стелы на протяжении веков проводились разнообразные церемонии. В римский период через Плонеур шла дорога из Пон-л’Аббе до мыса Раз. 
Жители Плонеура поучаствовали в беспорядках, связанных с Религиозными войнами между 1592 и 1599 годами, а также в Восстании гербовой бумаги в 1675 году.

## Достопримечательности
- Приходская церковь Святого Энеура середины XIX века; этот святой не признан Римской католической церковью, но почитается в Бретани
- Часовня Святого Филиберта XI века; ее колокольня была снесена в 1675 году по приказу губернатора Бретани герцога Шольна
- Часовня Нотр-Дам XIII века, также лишенная колокольни в 1675 году
- Стела (менгир) галльского периода
- Усадьба Керюэль XV века, реконструированная в XIX веке

## Экономика
Структура занятости населения:
- сельское хозяйство — 6,3 %
- промышленность — 11,3 %
- строительство — 7,8 %
- торговля, транспорт и сфера услуг — 40,1 %
- государственные и муниципальные службы — 34,4 %

Уровень безработицы (2018) — 9,9 % (Франция в целом —  13,4 %, департамент Финистер — 12,1 %). 

Среднегодовой доход на 1 человека, евро (2018) — 21 490 (Франция в целом — 21 730, департамент Финистер — 21 970).

## Демография
Динамика численности населения, чел.

## Администрация
Пост мэра Плонеур-Ланверна с 2017 года занимает член партии Союз демократов и независимых Жозьян Керлош (Josiane Kerloch). На муниципальных выборах 2020 возглавляемый ею центристский список победил во 2-м туре, получив 45,93 % голосов (из трёх списков).
| Период | Период | Фамилия        | Партия                                                             | Примечания                                                 |
| ------ | ------ | -------------- | ------------------------------------------------------------------ | ---------------------------------------------------------- |
| 1965   | 1977   | Альфред Жоливе | Французская секция Рабочего интернационала Социалистическая партия | предприниматель                                            |
| 1977   | 1992   | Арман Павек    | центрист                                                           | работник банка, член Генерального совета департамента      |
| 1992   | 2017   | Мишель Каневе  | Демократическое движение Союз демократов и независимых             | управленец, член Генерального совета департамента, сенатор |
| 2017   |        | Жозьян Керлош  | Союз демократов и независимых                                      |                                                            |

## Галерея

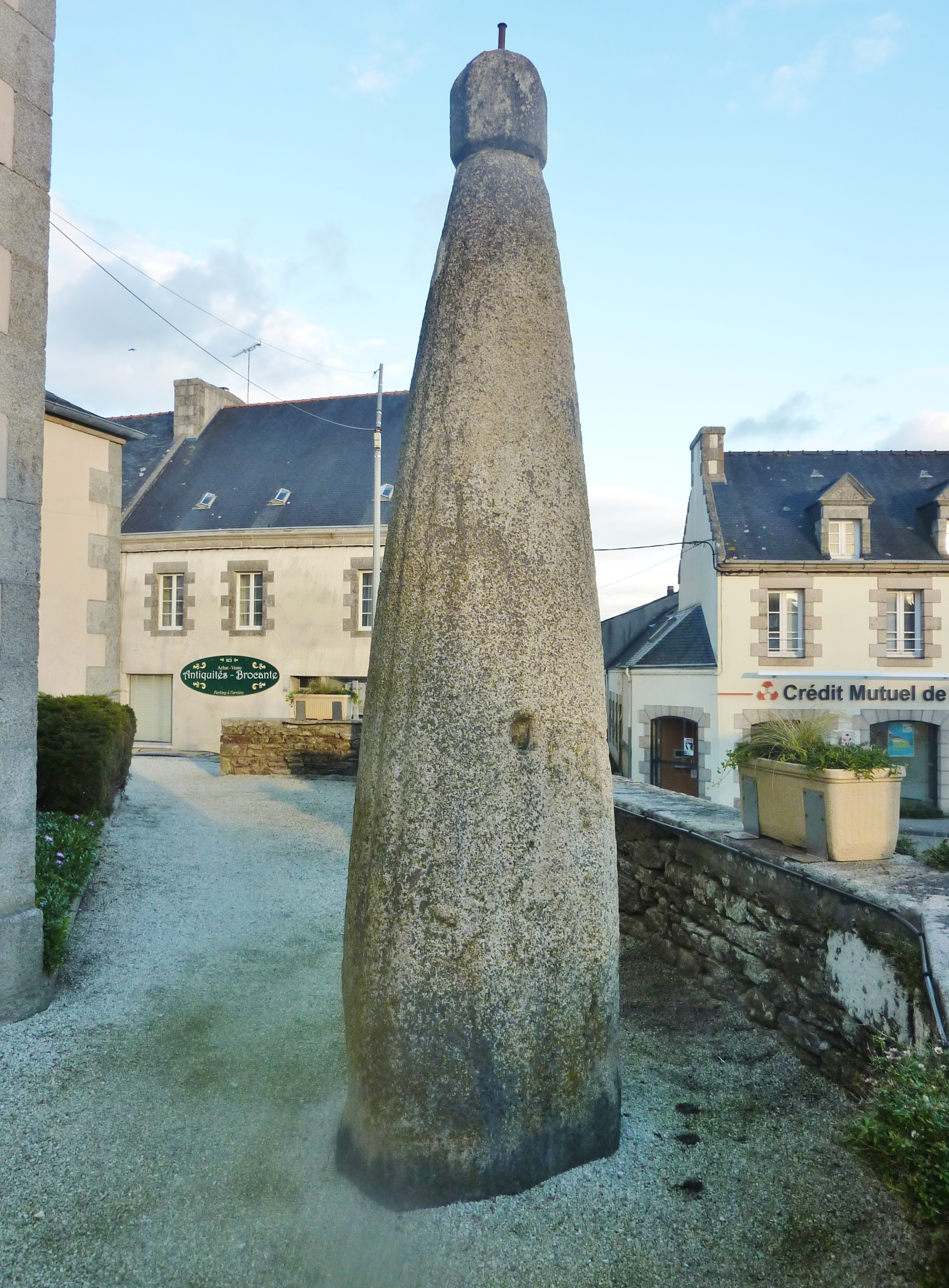
Галльская стела
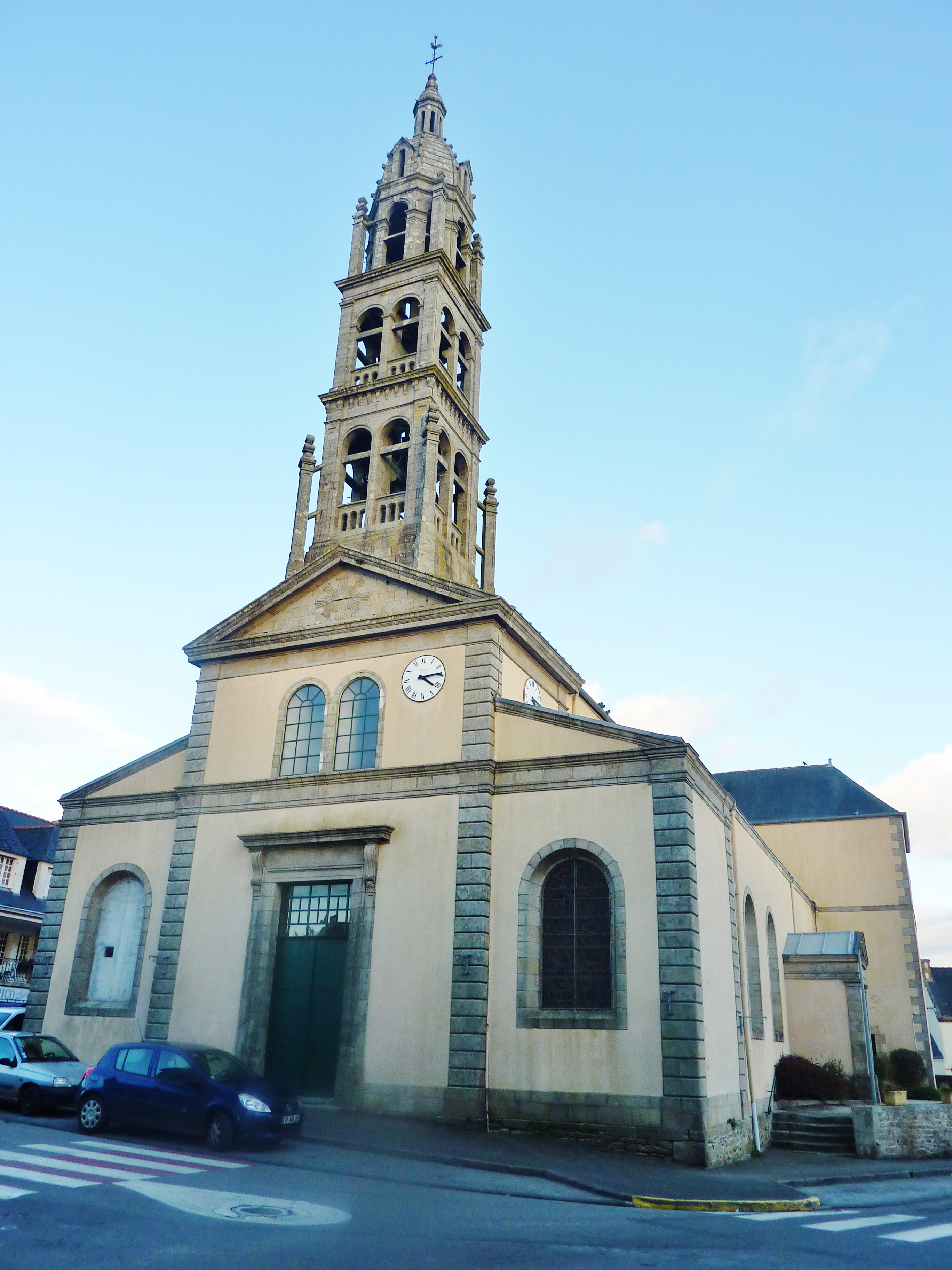
Церковь Святого Энеура
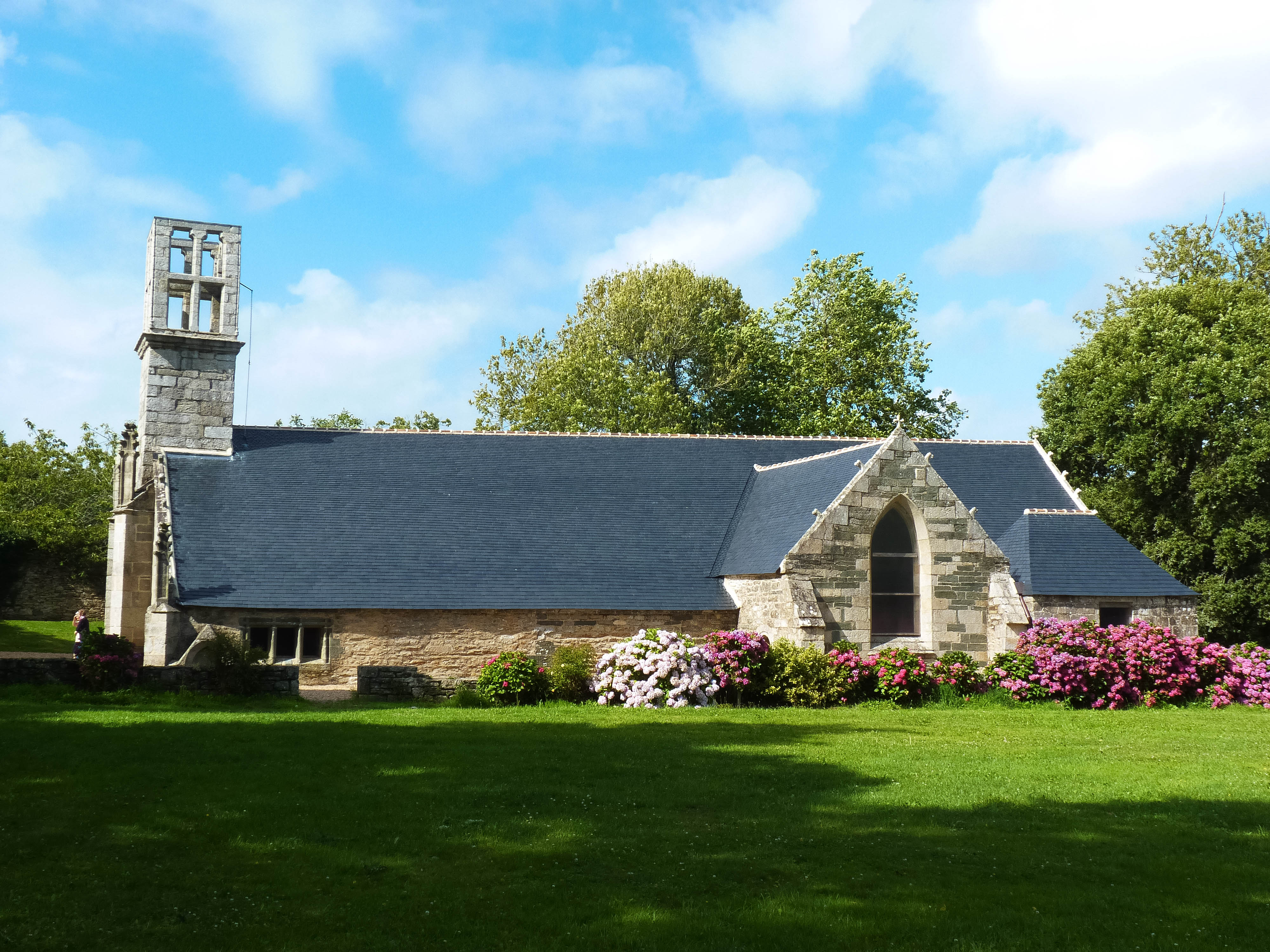
Часовня Святого Филиберта
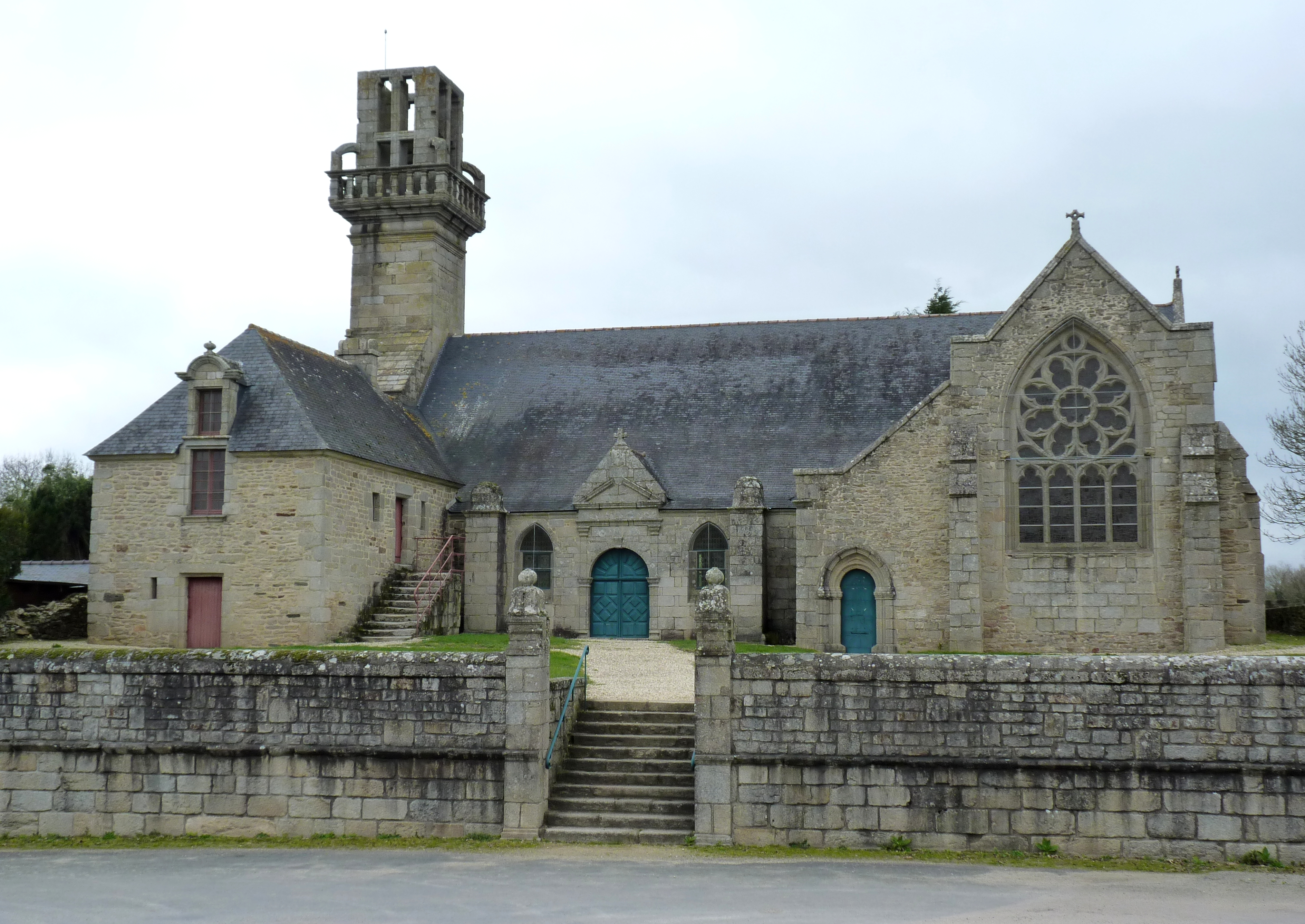
Часовня Нотр-Дам
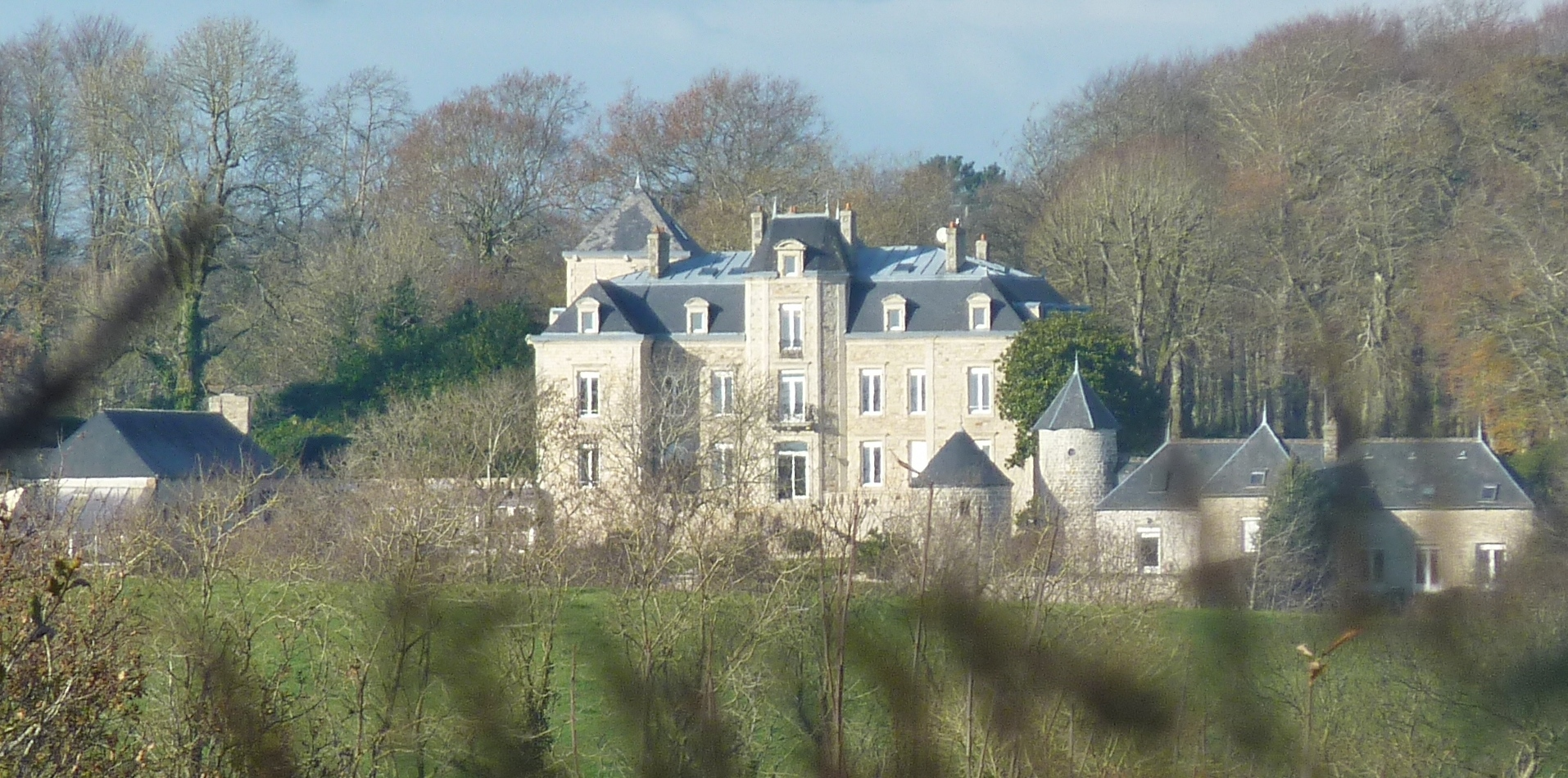
Усадьба Керюэль